# Rue de la Coifferie
La rue de la Coifferie est une rue du centre historique de Clermont-Ferrand.

## Situation et accès
Elle est depuis l'époque médiévale une rue commerçante du cœur de ville attenante à l'artère principale qu'était la rue des Gras.

## Origine du nom
Son nom provient du fait qu'elle était la rue dédiée aux coiffeurs.

## Bâtiments remarquables et lieux de mémoire
Certains bâtiments sont inscrits au titre des monuments historiques, comme la maison située au n°6 de la rue de la Coifferie qui date des années 1730.